# Traição entre Amigas
Traição entre Amigas é um futuro filme de comédia dramática dirigido por Bruno Barreto e com roteiro de Thalita Rebouças e Marcelo Saback baseado no livro homônimo de  Rebouças. Com estreia prevista para maio de 2025 nos cinemas brasileiros, é produzido pela LC Barreto em parceria com a Imagem Filmes.
Estrelado por Larissa Manoela e Giovanna Rispoli, a trama acompanha duas amigas de longa data, com personalidades opostas que enfrentam uma crise profunda quando uma delas quebra a confiança da outra. André Luiz Frambach, Emanuelle Araújo, Dan Ferreira completam o elenco principal.

## Sinopse
Luiza (Larissa Manoela) e Penélope (Giovanna Rispoli) cruzaram seus destinos no curso de teatro, tornando-se "amigas de infância" desde então. Luiza, dedicada estudante de Psicologia, e Penélope, cursando jornalismo mas com o verdadeiro sonho de ser atriz, possuem temperamentos distintos, mas sua amizade é a união perfeita, como acontece com os verdadeiros amigos. No entanto, essa amizade é posta à prova quando Penélope, conhecida por sua ousadia no quesito beijo, se envolve com o namorado de Luiza após uma festa. Raiva, mágoa, ressentimento, vergonha, arrependimento. Esses são apenas alguns dos sentimentos vivenciados pelas duas quando toda a história vem à tona. Após uma briga inevitável, os caminhos de Luiza e Penélope se separam drasticamente. Enquanto uma busca novas oportunidades em Nova York, a outra explora as delícias e os perigos de relacionamentos pela internet.

## Elenco
- Larissa Manoela como Penélope
- Giovanna Rispoli como Luiza
- André Luiz Frambach como Gabriel
- Emanuelle Araújo como Calu
- Marcelo Saback
- Pedro Colombelli
- Cadu Libonati
- Gabrielle Joie
- Otavio Linhares